# 新丰站 (江苏省)
新丰站是一个京沪线上的铁路车站，位于江苏省镇江市丹阳市大泊乡新丰，目前为四等站，邮政编码为212314。车站建于1908年，1997年4月停办客运业务，1998年10月停办货运业务，2003年12月撤销。